# Ráj (Golčův Jeníkov)
Ráj (deutsch Ray, 1939–45 Rai) ist eine Ansiedlung der Stadt Golčův Jeníkov in Tschechien. Sie liegt einen Kilometer nördlich von Golčův Jeníkov und gehört zum Okres Havlíčkův Brod.

## Geographie
Ráj befindet sich am Bach Výrovka in der Hornosázavská pahorkatina (Hügelland an der oberen Sázava). Südlich und östlich des Dorfes verläuft die Bahnstrecke Znojmo–Nymburk; am nördlichen Ortsausgang liegt der Bahnhof Golčův Jeníkov. Am westlichen Ortsrand entlang führt die Staatsstraße I/38 zwischen Golčův Jeníkov und Čáslav.
Nachbarorte sind Hostovlice, Okřesaneč und Chrastice im Norden, Skryje und Křemen im Nordosten, Stupárovice und Sirákovice im Osten, Vilémov und Lucký Mlýn im Südosten, Golčův Jeníkov im Süden, Římovice, Vlkaneč und Kozohlody im Südwesten, Kopaniny, V Slatině und Podmoky im Westen sowie Bratčice, Vystrkov und Písek im Nordwesten.

## Geschichte
Das Dorf Kocourek entstand bei der Ausspanne U Čepků an einem von Böhmen nach Mähren und Österreich führenden Landessteig und gehörte ursprünglich zum Gut Hostačov. Der Name Kocourek leitete sich von den Radschuhen ab, die die Fuhrwerke hier wegen des starken Gefälles zum Výrovkatal anzulegen hatten. Später setzte sich dann der Ortsname Ráj durch; er soll sich von den Blumengärten ableiten, die einen Teil der Häuser umgaben. Um 1650 erwarb Maria Magdalena von der Goltz das Gut Hostačov und schlug es der Herrschaft Jenikau zu. Zu Beginn des 18. Jahrhunderts war Ráj wieder Teil des landtäfligen Gutes Hostačov. In der Mitte des 18. Jahrhunderts kam Ráj wieder zur Herrschaft Goltsch-Jenikau. Am 21. Oktober 1784 wurde Ráj beim Jenikauer Stadtbrand fast vollständig zerstört. Im Jahre 1787 standen in Rag 27 Häuser. Nach dem Ausbau der Wiener Straße zur Chaussee begann um 1820 die Erweiterung des Dorfes entlang der Straße nach Süden bis an Jenikau heran.
Im Jahre 1840 bestand das im Caslauer Kreis an der Wiener Straße gelegene Dorf Ray, auch Rag bzw. Raay genannt, aus 39 Häusern, in denen 264 Personen, darunter drei jüdische Familien lebten. Pfarrort war Jenikau. Bis zur Mitte des 19. Jahrhunderts blieb Ray der Herrschaft Goltsch-Jenikau untertänig.
Nach der Aufhebung der Patrimonialherrschaften bildete Ráj ab 1849 einen Ortsteil der Gemeinde Stupárovice im Gerichtsbezirk Habern. Ab 1868 gehörte der Ort zum Bezirk Časlau. Zwischen 1868 und 1870 erfolgte der Bau der Bahnstrecke Kolin-Deutschbrod, nördlich von Ráj entstand auf freiem Feld der Bahnhof Goltsch-Jenikau. Das Bahnhofsgebäude entstand nach Plänen von Carl Schlimp. 1883 wurde eine Zweigbahn zur Zuckerfabrik Hostačov angelegt. Seit der Gebietsreform von 1960 gehört das Dorf zum Okres Havlíčkův Brod. Im Jahre 1961 wurde Ráj nach Golčův Jeníkov umgemeindet und verlor dabei den Ortsteilstatus. Die Zweigbahn nach Hostačov wurde 1964 stillgelegt und später demontiert.

## Ortsgliederung
Ráj gehört zum Ortsteil Golčův Jeníkov und ist auch Teil des Katastralbezirkes Golčův Jeníkov.